# Fierljeppen

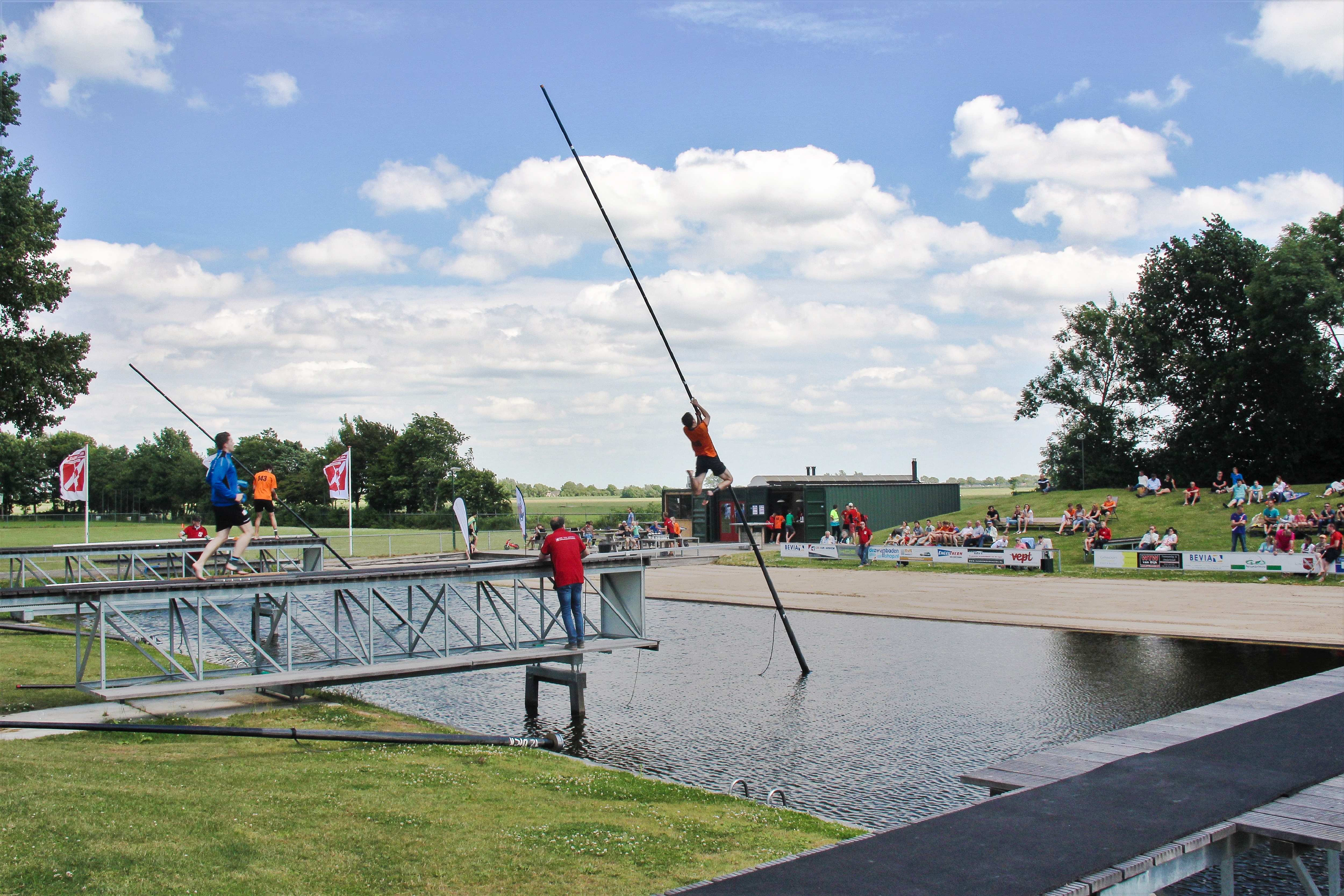
Fierljeppen à Linschoten.

Le Fierljeppen (en frison : « long saut ») est un sport traditionnel néerlandais pratiqué par les frisons. 

## Pratique
Le fierljeppen se pratique avec une perche de 8 mètres à 13 mètres terminée par un « pied » en bas. Le sportif court vers la perche tenue verticalement ; il s'en saisit puis grimpe le plus rapidement possible vers le haut, et se laisse finalement retomber de l'autre côté du plan d'eau ou du canal, où un banc de sable a été aménagé pour la réception,. En cas d'échec du saut, le joueur se laisse tomber dans le canal, d'une profondeur de deux mètres. Il s'agit d'un saut en longueur avec l'aide d'une perche : c'est la distance horizontale effectuée par le sportif entre l'extrémité de la piste d'élan et la marque de sa réception dans le sable qui est mesurée. Le niveau de performance est lié à l'aptitude du sportif à monter jusqu'en haut de la perche (la plus longue possible) avant que celle-ci ne bascule.

## Records
Le record des Pays-Bas (et du monde) est détenu par Jaco de Groot avec 22,21 mètres chez les hommes et par Marrit van der Wal avec 18,19 m chez les femmes. Chez les juniors, Reinier Overbeek a sauté 21,38 mètres et Marrit van der Wal 16,57.

## Histoire
Traverser les canaux en s'aidant d'une perche est une pratique traditionnelle aux Pays-Bas. La première compétition connue a lieu à Baard en 1767. La première compétition moderne avec des règles écrites a lieu à Winsum en 1957,.
En 2018, l'UNESCO reconnaît le fierljeppen comme patrimoine culturel immatériel de la Frise.

## Organisation
Aux Pays-Bas, la Nederlandse Fierljepbond (NFB) est chargé de l'organisation de ce sport et comprend environ 600 membres. Elle est divisée en Frysk Ljeppers Boun (FLB) pour la Frise et Polsstokbond Holland (PBH) pour la Hollande.